# Hesperapis flavicara
Hesperapis flavicara là một loài ong trong họ Melittidae. Loài này được Eardley miêu tả khoa học đầu tiên năm 2007.